# Pueblo Siding (California)
Pueblo Siding es un área no incorporada ubicada en el condado de San Diego en el estado estadounidense de California. La localidad se encuentra ubicada a 3.43 millas de Tierra del Sol, justo al sur de Campo Road y al suroeste de la Interestatal 8. Es una de las zonas más remotas del condado de San Diego y de las más altas y el aeropuerto más cercano es el Aeropuerto Jacumba a 14 millas.